# Tethina orientalis
Tethina orientalis är en tvåvingeart som först beskrevs av Friedrich Georg Hendel 1934.  Tethina orientalis ingår i släktet Tethina och familjen Canacidae. Inga underarter finns listade i Catalogue of Life.